# Sphagnum typicum
Sphagnum typicum är en bladmossart som beskrevs av Meylan 1905. Sphagnum typicum ingår i släktet vitmossor, och familjen Sphagnaceae. Inga underarter finns listade i Catalogue of Life.